# Cosina vaga
Cosina vaga är en insektsart som beskrevs av Navás 1914. Cosina vaga ingår i släktet Cosina och familjen myrlejonsländor. Inga underarter finns listade i Catalogue of Life.